# 明朝藩王列表 (懿文太子及惠帝系)
本頁面列出明朝自懿文太子及明惠帝分封的藩王。

## 虞國
| 洪武十五年（1382年）追封 |          |              |          |                                      |
| 稱號                     | 國君姓名 | 關係         | 在位年數 | 註記                                 |
| 虞懷王                   | 朱雄英   | 朱標、嫡長子 | 追封     | 洪武十五年五月薨，年九歲。追加封諡。 |

## 吳國
| 建文元年（1398年）封，封國杭州 |          |              |               |                                                                        |
| 稱號                           | 國君姓名 | 關係         | 在位年數      | 註記                                                                   |
| 吳悼王                         | 朱允熥   | 朱標、嫡三子 | 1398年─1402年 | 建文元年封，封國杭州，未就藩，成祖入京師，降封為廣澤王。弘光時復追諡。 |

### 廣澤國
| 建文四年（1402年）封。 |          |              |                      |                                                                                                |
| 稱號                   | 國君姓名 | 關係         | 在位年數             | 註記                                                                                           |
| 廣澤王                 | 朱允熥   | 朱標、嫡三子 | 1402年7月－1402年9月 | 建文四年封，居福建漳州，其年九月召還京，廢為庶人，錮鳳陽，永樂十五年卒。遺腹子朱文坤下落不明。 |

## 衡國
| 建文元年（1398年）封 |          |              |               |                                                              |
| 稱號                 | 國君姓名 | 關係         | 在位年數      | 註記                                                         |
| 衡愍王               | 朱允熞   | 朱標、嫡四子 | 1398年─1403年 | 建文元年封，未就藩，成祖入京師，降封為懷恩王。弘光時復追諡。 |

### 懷恩國
| 建文四年（1402年）封。 |          |              |                      |                                                            |
| 稱號                   | 國君姓名 | 關係         | 在位年數             | 註記                                                       |
| 懷恩王                 | 朱允熞   | 朱標、嫡四子 | 1402年7月－1402年9月 | 建文四年封，居建昌，其年九月召還京，廢為庶人，錮鳳陽，卒。 |

## 徐國
| 建文元年（1398年）封 |          |              |               |                                                                                    |
| 稱號                 | 國君姓名 | 關係         | 在位年數      | 註記                                                                               |
| 徐哀王               | 朱允熙   | 朱標、嫡五子 | 1398年─1406年 | 建文元年封，未就藩，成祖入京師，降封為敷惠王。永樂二年下詔改甌寧王。弘光時復追諡。 |

### 敷惠國
| 建文四年（1402年）封。 |          |              |                   |                                    |
| 稱號                   | 國君姓名 | 關係         | 在位年數          | 註記                               |
| 敷惠王                 | 朱允熙   | 朱標、嫡五子 | 1402年7月－1404年 | 建文四年封。永樂二年下詔改甌寧王。 |

### 甌寧國
| 永樂二年（1404年）封。 |          |              |                |                                            |
| 稱號                   | 國君姓名 | 關係         | 在位年數       | 註記                                       |
| 甌寧哀簡王             | 朱允熙   | 朱標、嫡五子 | 1404年－1406年 | 永樂二年封，奉興宗祀。四年，邸中火，暴薨。 |

## 潤國
|        |          |                |          | |
| 稱號   | 國君姓名 | 關係           | 在位年數 | 註記 |
| 潤懷王 | 朱文圭   | 朱允炆、嫡二子 | 追封     | 明成祖將其幽之中都廣安宮，號為建庶人。後來明英宗釋之，居鳳陽，婚娶出入使自便，五十七遂卒。弘光時追封原王並諡。隆武二年四月改封。 |